# Preistoria della Sicilia
La preistoria della Sicilia è quel lasso di tempo che va dalla comparsa dei primi uomini sull'isola fino alla colonizzazione greca dell'VIII secolo a.C.
Le origini della presenza dell'uomo in Sicilia sono oggetto di dibattito tra gli studiosi di paletnologia, così come dubbia è la sequenza di altre forme di vita che precedettero l'uomo.
Le prime tracce certe della presenza umana sull'isola sono databili al 12.000 a.C. circa.

## La Sicilia prima dell'uomo
Prima della comparsa dell'uomo, la Sicilia, posta com'è al confine tra la placca africana e quella euroasiatica, ha subito grandi evoluzioni di tipo geologico, giungendo all'attuale conformazione intorno al 4.500 a.C.
Per datare la comparsa di fauna in Sicilia va tenuta in conto la distanza dagli epicentri dei fenomeni di glaciazione del Nord Europa e dell'arco alpino. Per questa ragione, in Sicilia come in tutto il Mediterraneo, ai dati relativi alle sedimentazioni vanno sovrapposte le informazioni derivate dagli studi dei fenomeni eustatici (innalzamento e abbassamento del livello del mare): le diverse linee di riva vengono evidenziate o da fenomeni erosivi o da serie di fori circolari prodotti dai litodomi.
L'isola è formata principalmente da tre blocchi: l'altopiano ibleo (un plateau calcareo) a sud-est, l'area centro-occidentale (formata da sedimenti terrigeni) e quella settentrionale (dalla conformazione assai varia, per lo più calcarea nei monti intorno a Palermo e derivata da sedimenti terrigeni o metamorfici per i Nebrodi e i Peloritani). Una serie di bacini circondarono i tre blocchi fino al Pleistocene inferiore (circa 700.000 anni fa). Durante il Pleistocene medio, movimenti tettonici e abbassamento del livello del mare contribuirono alla formazione di vaste pianure costiere, con numerose grotte poste sulle antiche rupi calcaree.
L'altopiano ibleo rimase un'isola fino a circa 700.000 anni fa, quando prese avvio l'attività vulcanica (sottomarina) dell'Etna. È probabile poi che si sia unito all'area occidentale verso la fine del Pleistocene inferiore. Quanto all'area dello Stretto di Messina, nel Pleistocene medio esso era forse occupato da una striscia di terra, detta "Formazione di Messina", formata da ghiaie e probabilmente frutto di movimenti tettonici. Sarà stato forse in questa fase che fauna dalla penisola italiana si diffuse in Sicilia.
Di seguito vengono mostrate le fasi di formazione della Sicilia odierna.
| Mappa | Denominazione         | Epoca                  |
| ----- | --------------------- | ---------------------- |
|       | Tortoniano            | 11 milioni di anni fa  |
|       | Messiniano            | 7 milioni di anni fa   |
|       | Pliocene              | 5 milioni di anni fa   |
|       | Pleistocene inferiore | 1,8 milioni di anni fa |
|       | Pleistocene superiore | 20 000 anni fa         |

## La fauna pleistocenica e la comparsa dell'uomo

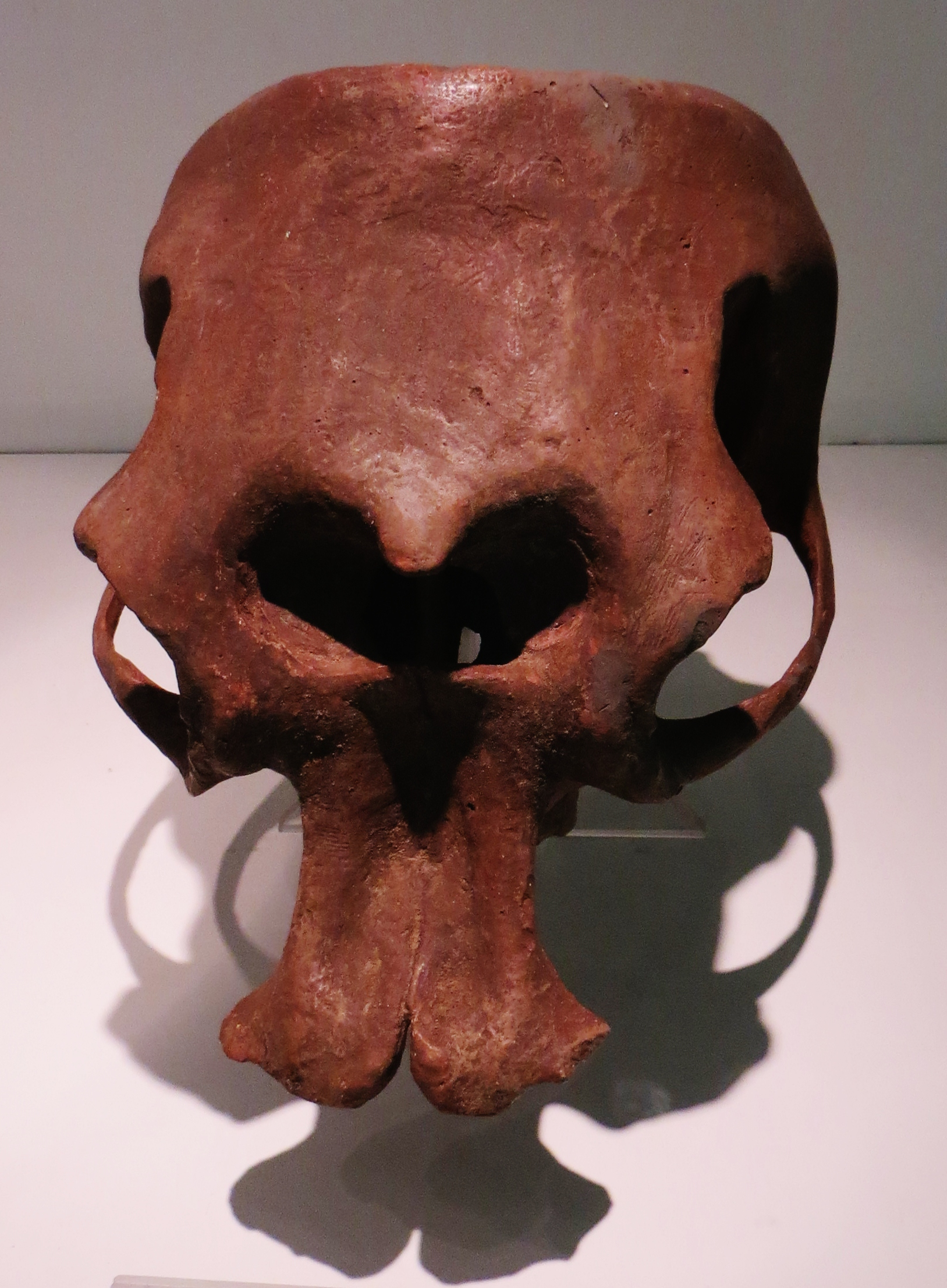
Teschio di Palaeoloxodon falconeri

Non è chiaro quando l'uomo sarebbe giunto in Sicilia. L'unica cosa che sembra certa è che vi sia giunto dall'esterno (non sarebbe cioè una evoluzione interna dei primi ominidi). A queste condizioni, diventa fondamentale la presenza del mare, una barriera invalicabile prima della scoperta della navigazione; eppure sappiamo anche che l'uomo è giunto in Sicilia prima di conoscere tale arte. Diversi animali, del resto, erano giunti in Sicilia prima dell'uomo. Ne deriva che con molta probabilità la Sicilia debba essere stata attaccata all'Italia o (meno probabilmente) all'Africa, in modo da permettere il passaggio di questa fauna.
Fino alla fine degli anni sessanta, l'arrivo dell'uomo sull'isola era datato al periodo epigravettiano del Paleolitico superiore (tra i 30 000 e i 20 000 anni fa).
Questo panorama fu messo in dubbio da alcune scoperte effettuate da Gerlando Bianchini, direttore di banca di Agrigento e appassionato di paleoetnologia, il quale rinvenne diversi manufatti nel piano di campagna del fiume Platani, datati da alcuni ad un periodo che va dai 250.000 ai 170.000 anni fa (Pleistocene medio).
Queste scoperte sono state accolte con molto scetticismo dalla comunità scientifica, in particolare nella loro pretesa di rintracciare gli australopitechi in Sicilia e ponendo l'isola come testa di ponte verso l'Europa della diffusione della specie umana dall'Africa (in particolare dalla gola di Olduvai e dalla valle dell'Omo).
L'ipotesi di un collegamento tra Sicilia e Africa rimane assai controversa: la profondità del mare tra la Sicilia e Capo Bon si mantiene sui 200 metri di profondità, ma nella fascia centrale c'è una spaccatura larga alcune decine di chilometri ed è dubbio che questa spaccatura sia mai stata sgombra d'acqua, anche in qualche epoca glaciale.
Circa quaranta furono i siti in cui Bianchini rinvenne manufatti litici inquadrabili, per analogie tipologiche, ai pebble tools del Paleolitico inferiore o alle amigdale acheuleane. Le pietre bifacciali scoperte da Bianchini hanno origine sconosciuta, poiché sono state ritrovate in giacitura secondaria, cioè giunte lì dove sono state raccolte o a causa di naturali erosioni o di movimenti tettonici o addirittura come parte della malta che i Romani utilizzarono per la costruzione di abitazioni a Eraclea Minoa.
Mentre alcuni autori, tra i quali Raymond Vaufrey e lo stesso Bianchini, datano questi manufatti al Paleolitico inferiore, Nicoletti li inquadra nell'ambito del fenomeno campignano (dal nome di Campigny, in Normandia, dove è stata individuata una facies sviluppatasi dal Neolitico al II millennio a.C.).
Il quesito sull'origine della presenza umana in Sicilia è dunque legato all'ipotetica esistenza di un collegamento geologico tra la Sicilia e l'Italia o l'Africa, ancora oggi oggetto di discussioni (vedi approfondimento a lato).
L'era quaternaria è caratterizzata da quattro ere glaciali, durante le quali l'emisfero nord della Terra era coperto dal ghiaccio. In queste fasi di freddo (e in particolare nei cosiddetti "pleniglaciali", periodi di massimo freddo) i mari si ritiravano, abbassandosi di circa 120-130 metri. Nelle ere interglaciali (caratterizzate da un innalzamento delle temperature verso i livelli odierni), i ghiacciai si scioglievano e il livello del mare si innalzava. In queste epoche, la Sicilia era una regione steppica, con aree cespugliose alternate a prateria alpina e forse ghiacciai montani. Le Egadi e Malta erano unite alla Sicilia e una immensa penisola a ovest arrivava quasi a lambire l'Africa. È probabile che la Sicilia fosse a quell'epoca unita alla penisola italiana e che di qui giungesse sull'isola la prima fauna. In alcune fasi pleistoceniche, diverse pianure siciliane furono sommerse dall'acqua, isolando certa fauna, che, divenuta endemica, sviluppò nanismo o gigantismo. Dopo l'ultima glaciazione (detta Würm), le temperature si innalzarono e, intorno al 4500 a.C., le coste raggiunsero la conformazione attuale: il paesaggio passò da steppico a boscoso. La megafauna pleistocenica era a quel punto scomparsa e l'uomo si era già stanziato sull'isola.
In quasi tutte le grotte dell'isola, al di sotto dei livelli epigravettiani (20.000 a.C. ca.) si trovano strati più antichi di sedimento rossiccio (le cosiddette "terre rosse"), che presentano una ricca fauna pachidermica ora estinta, ma nessuna traccia dell'uomo. Assai significativa risulta la presenza dell'elefante (Palaeoloxodon mnaidriensis, Palaeoloxodon melitensis e Palaeoloxodon falconeri, quest'ultimo alto appena 90 cm), oltre a quella della iena, dell'ippopotamo e del ghiro gigante Leithia melitensis. Si tratta di specie tipiche dell'isola, il che farebbe pensare a forme di vita ormai isolate, quindi posteriori alla glaciazione Riss. In particolare, le datazioni su questi resti fossili (ottenuti attraverso racemizzazione degli amminoacidi) hanno indicato per Palaeoloxodon falconeri della grotta di Spinagallo un valore di 550 000 anni, mentre 180 000 anni avrebbero i resti di Palaeoloxodon mnaidriensis della grotta dei Puntali. Mancando una correlazione stratigrafica tra la presenza umana e questa fauna ormai estinta, rimarrebbe confermata l'ipotesi secondo cui l'uomo sarebbe giunto in Sicilia solo nel tardo Pleistocene.
Se smentiti i rinvenimenti di resti umani attribuiti a Homo erectus, la più antica testimonianza umana sull'isola datata con il radiocarbonio 14 è l'epigravettiano finale della grotta dell'Acqua fitusa, presso San Giovanni Gemini (Agrigento), non più antico dell'ultimo pleniglaciale di Würm (13.760 +-330 BP, cioè l'11.180 a.C.).
L'uomo sarebbe dunque apparso in Sicilia alla fine del Pleistocene. A quell'epoca, esemplari di Homo simili all'uomo moderno presero a frequentare la maggior parte delle grotte costiere. I pachidermi del Pleistocene medio erano già del tutto scomparsi: questi abitatori di grotte non poterono incontrare le varie specie endemiche di elefante nano, né l'Hippopotamus pentlandi Meyer. Gli unici grandi mammiferi che vivevano in questa epoca erano l'Equus hydruntinus, un equide simile all'asino, e l'uro (Bos primigenius). Altre prede dell'uomo erano il cinghiale (Sus scrofa ferus), la volpe e il cervo e vari bovini (l'associazione faunistica detta "stadio del Castello"). Alla caccia si accompagnava la raccolta di vegetali spontanei.
Tali attività erano supportate da strumenti in selce e quarzite, ottenuti tramite scheggiatura. La comparsa dell'uomo sull'isola coinciderebbe peraltro con il fenomeno di miniaturizzazione dei manufatti litici, un'evoluzione universalmente attestata, che facilitò l'innesto dei manufatti su supporti lignei o ossei.
Intorno al 10.000 a.C., il lembo di terra che aveva unito (forse in modo intermittente) Sicilia e Malta fu sommerso definitivamente dal mare.

## Età della pietra

### Paleolitico superiore

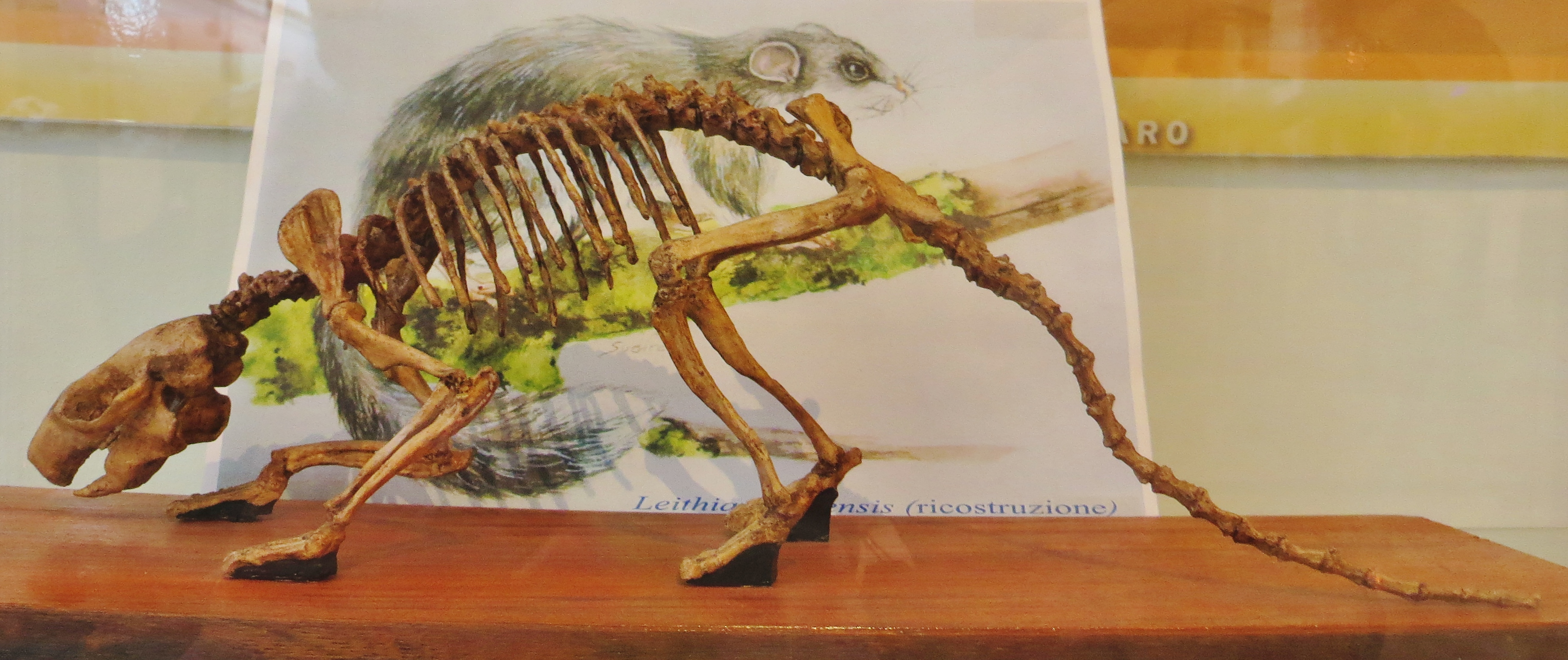
Scheletro di Leithia melitensis

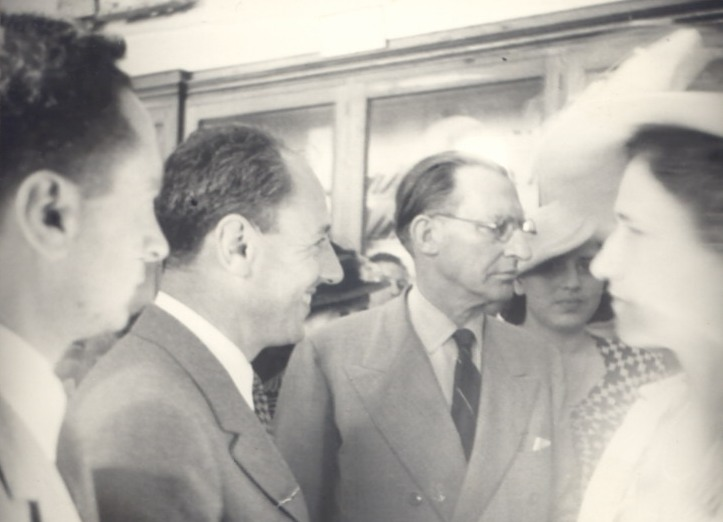
Da sinistra: Gino Vinicio Gentili e Luigi Bernabò Brea, due figure chiave dell'archeologia in Sicilia, accompagnano Alcide De Gasperi e consorte in visita al Museo archeologico di Siracusa

Il Paleolitico superiore sembra essersi sviluppato in Sicilia con un certo ritardo rispetto a quello peninsulare: delle tipiche industrie post-musteriane sono rappresentate solo le fasi più tarde. Le evidenze archeologiche più importanti, almeno in termini di quantità, provengono dalle grotte della costa nord-occidentale e sud-orientale dell'isola. Esse sono il prodotto di campagne di ricerca che hanno evidentemente sottovalutato la ricchezza dei resti di altre zone. Non sono mai state rintracciate nelle sequenze archeologiche riferibili a questo periodo sovrapposizioni tra tipologie di industria diverse, in modo da consentire di relazionarle tra loro nel tempo: si è quindi soliti adottare in questi casi metodi statistici ed evidenziare tendenze, anche se a volte tale metodologia è ostacolata dal fatto di avere a disposizione soltanto dati e analisi provenienti da scavi vecchi, effettuati senza curarsi del mantenimento della sequenza stratigrafica.
L'approccio statistico di Georges Laplace ha consentito di concludere che le origini del Paleolitico superiore in Sicilia vanno poste all'inizio dell'Aurignaziano evoluto (come al riparo della Fontana Nuova di Marina di Ragusa, risalente a circa 30 000 anni fa). Concorda con questa opinione Luigi Bernabò Brea. A Fontana Nuova, l'industria litica si caratterizza per l'assenza di lame e punte a dorso abbattuto, uno dei manufatti caratteristici dei più tardi complessi epigravettiani. Il piano di percussione di alcune lame indica una certa arcaicità, collegabile a tipologie musteriane. Una differenza notevole rispetto alle tipologie proprie dell'Aurignaziano è l'assenza di punte d'osso a base spaccata, forse perché quegli strumenti erano ormai in disuso (uno dei motivi per cui Laplace propende per una datazione bassa del complesso). Unico risulta infine essere un piccolo cilindro di calcare, di sezione ellittica e con alcune tacche disposte in parallelo, apparentemente delle marques de chasse, cioè dei promemoria indicanti il numero di prede uccise. L'attribuzione dell'industria del riparo all'Aurignaziano è stata confermata da una serie di studi compiuti negli anni novanta, nel corso dei quali si è proceduto anche allo studio della fauna e dei pochi resti umani associati. L'insieme faunistico appare nettamente dominato dal Cervus elaphus (92% circa dei reperti identificati), a cui si affiancano pochi resti di uro e cinghiale.

#### L'orizzonte epigravettiano

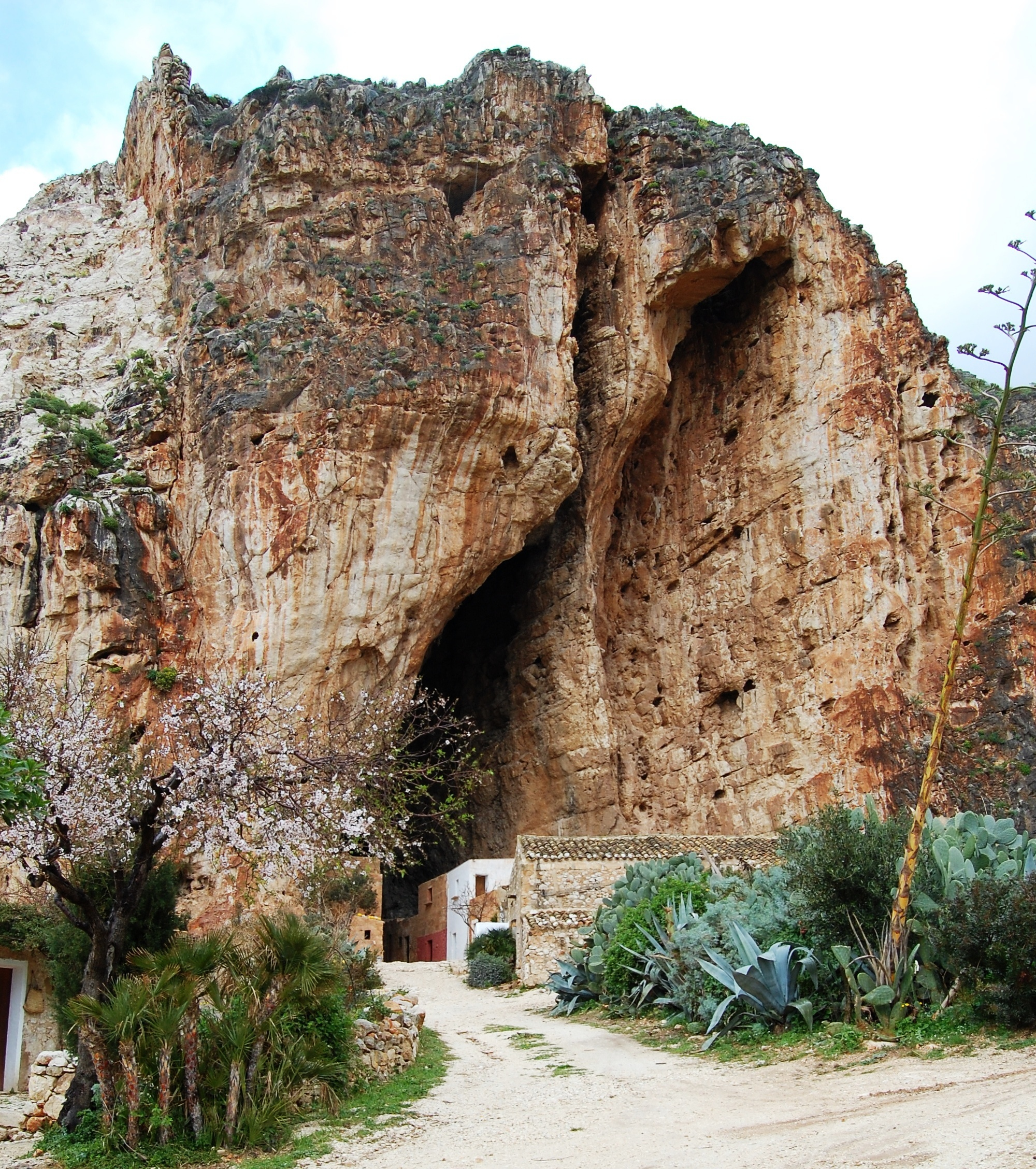
La grotta Mangiapane, nei pressi di Custonaci

A parte l'industria di Fontana nuova, ipoteticamente attribuita all'Aurignaziano medio o evoluto, le altre industrie litiche rinvenute in Sicilia, almeno le più antiche, appartengono tutte a un momento assai avanzato del Paleolitico superiore che sull'isola prende il nome di epigravettiano finale siciliano e sono attribuite a gruppi umani giunti dalla penisola italiana.
La punta a dorso abbattuto è il manufatto tipico dell'orizzonte che prende il nome dal sito francese di La Gravette. Questa punta veniva scheggiata fino a ottenere un lato lungo poco o per nulla ritoccato e un lato "abbattuto", cioè fittamente scheggiato. La sezione risulta essere triangolare. È uno strumento di caccia che provocava lacerazioni e contusioni, con il fine di uccidere la preda, se non per l'effetto della ferita, almeno per il dissanguamento provocato dalle grandi emorragie.
Oltre alla macrofauna terrestre, prede dell'uomo erano i molluschi raccolti a riva, ma anche di terra (Patella ferruginea e Patella caerulea; Trochus). Se è vero che la dieta si basava comunque sulla caccia, è però possibile che tanto la raccolta dei molluschi che la pesca si incrementassero nel Mesolitico.
I gruppi umani dell'epigravettiano frequentavano le numerose grotte dei litorali siciliani, particolarmente quelli trapanese (Grotte di Scurati), palermitano e siracusano. Costituivano gruppi verosimilmente nomadi o solo stagionalmente stanziali. Le principali attività, come la cottura dei cibi, la lavorazione delle pelli, del legno, delle ossa e della pietra, e forse anche le pratiche religiose e certamente la sepoltura sono testimoniate principalmente all'interno delle grotte.
Per quel che riguarda le isole minori, solo Favignana e Levanzo, che durante l'ultima glaciazione erano unite alla costa trapanese, hanno restituito testimonianze di questo periodo.
Lo schema proposto da Laplace profila tre facies:
- un epigravettiano antico, rappresentato da un complesso scavato agli inizi del XX secolo in una zona imprecisata nei pressi di Canicattini Bagni, da alcuni scavi nell'entroterra siracusano e dalla grotta Niscemi, presso Palermo. In quest'ultima le pareti presentano incisioni rupestri zoomorfe;
- un epigravettiano evoluto, rappresentato dalla grotta di Cala dei Genovesi nell'isola di Levanzo e dal riparo di San Corrado nell'entroterra siracusano;
- un epigravettiano finale, rappresentato dalla grotta di San Teodoro presso Acquedolci, dalla grotta Corruggi (nei pressi di Pachino), dalla grotta Mangiapane e dal riparo del Castello di Termini Imerese.[23]

### Mesolitico

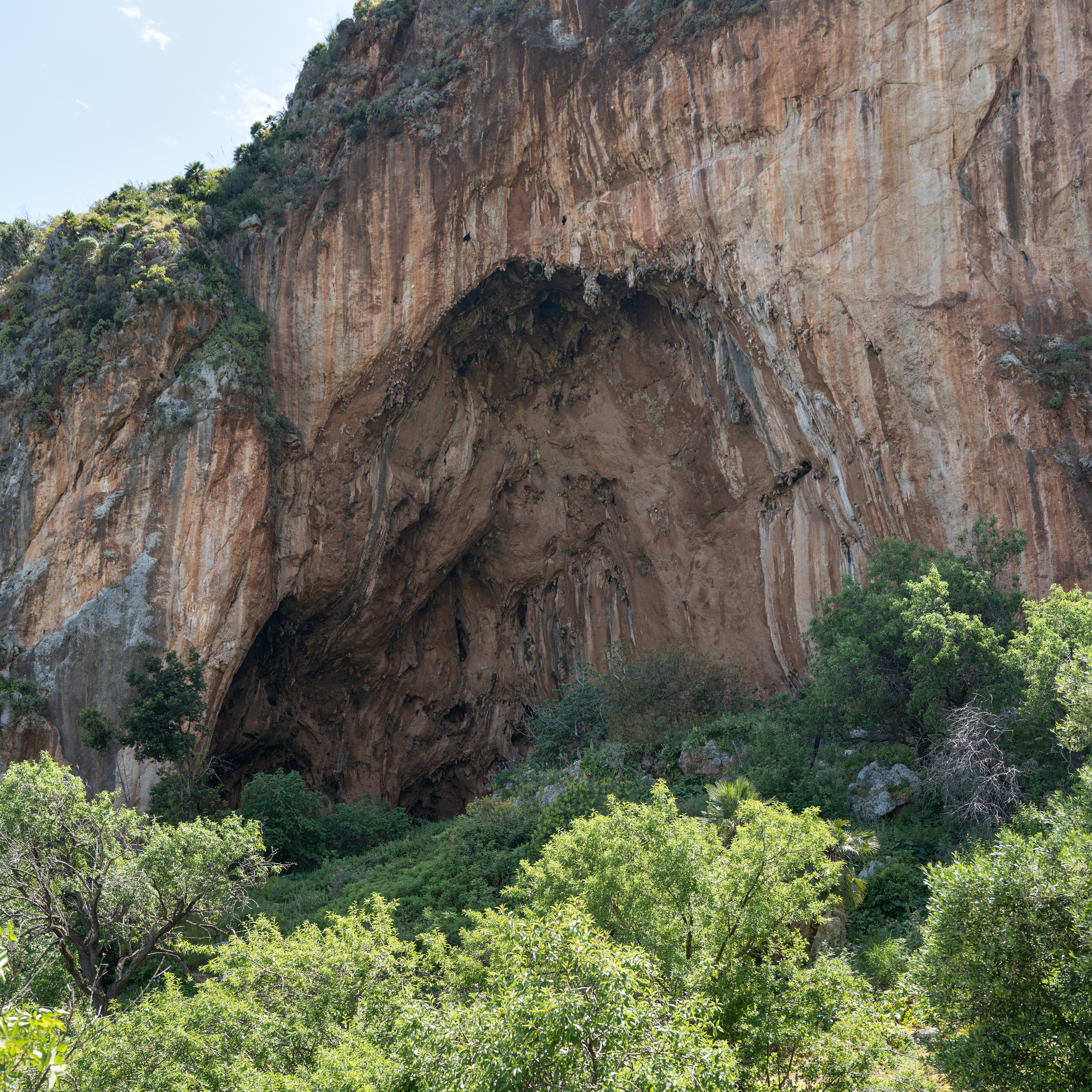
La grotta dell'Uzzo

Il Mesolitico ("età della pietra di mezzo") è un termine che indica in paleoetnologia tutte quelle manifestazioni umane post-pleistoceniche ma non ancora compiutamente neolitiche, quindi precedenti l'affermarsi della rivoluzione agricola. Il peculiare modo di sussistenza mesolitico si basava sulla caccia, la pesca e la raccolta. La caccia non era più rivolta alla cattura di grandi prede pleistoceniche: la taglia della fauna era ora inferiore. Il microlitismo mesolitico era caratterizzato da forti accenti geometrici. Anche se non sempre riscontrabile, l'ipotesi è che, in questo lasso di tempo, le abitazioni umane si fossero spostate dalle grotte a siti all'aperto: baricentro della vita umana sarebbero divenuti i bacini idrici restituiti dall'arretramento dei ghiacci. In generale, dunque, il termine mesolitico indica quelle industrie litiche di gruppi umani discendenti dei cacciatori paleolitici. Tali gruppi umani adattarono il loro armamentario litico alle mutate condizioni climatiche (i ghiacciai avevano lasciato spazio, nell'Europa centrale e settentrionale, a grandi laghi, zone paludose e tundra, ben presto soppiantati da foreste), senza però aver ancora ricevuto gli stimoli orientali che avrebbero introdotto in Occidente l'agricoltura. In Italia, questo cambiamento climatico fu certamente meno sensibile che nel resto d'Europa. Anche per questa ragione, non è semplice individuare un Mesolitico siciliano: registrare questo passaggio sull'isola (in un'epoca che va dai 10.000 ai 5.000 anni fa) è possibile solo in alcune grotte (la grotta Corruggi, la grotta dell'Uzzo, nei pressi di Erice, e la Grotta di Cala dei Genovesi).
L'industria litica dell'orizzonte mesolitico siciliano è quasi del tutto operata su selce e presenta numerosi denticolati. A essa sono associate punte e spatole d'osso e ornamenti (come denti atrofici di cervo). I giacimenti mesolitici siciliani sono ancora in via di definizione, essendo il termine "Mesolitico" relativamente recente. Il giacimento che ha dato il via alla ricognizione di un Mesolitico siciliano è il riparo della Sperlinga (Novara di Sicilia).
L'orizzonte mesolitico siciliano è caratterizzato anche da un mutamento nelle rappresentazioni figurative: dal naturalismo di Levanzo e dell'Addaura si passa a uno schematismo alquanto accentuato.
Per quel che riguarda le sepolture, sarebbero da attribuire al Mesolitico quelle della grotta dell'Uzzo e della grotta della Molara (nella Conca d'Oro dell'entroterra palermitano). Venivano deposti uno o due individui per tomba e i corpi venivano adagiati su uno strato di ocra gialla. La fossa era poi ricoperta di pietre. L'orientamento dei corpi non appare definito, mentre è sempre assente il corredo funerario, se si eccettua qualche raro dente di cervo o qualche ciottolo ben lavorato. Le sepolture mesolitiche siciliane sono dunque povere di quella serie di piccoli oggetti ornamentali (conchiglie forate, denti e pietre), al contrario di quanto accade per le deposizioni mesolitiche europee.

#### L'arte rupestre paleo-mesolitica di Cala dei Genovesi e dell'Addaura

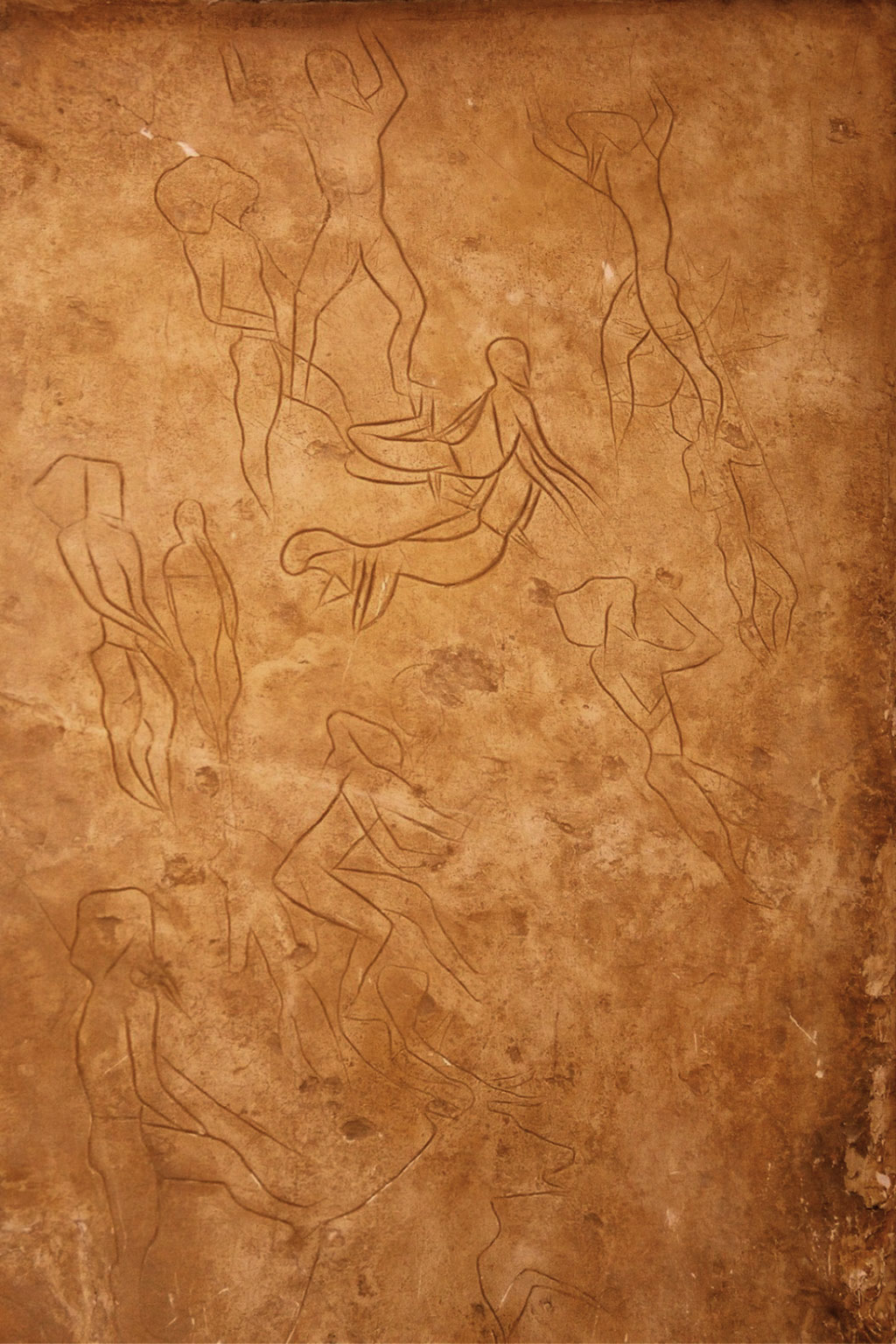
Le incisioni rupestri delle grotte dell'Addaura replicate al Museo archeologico regionale Antonio Salinas

La datazione delle rappresentazioni parietali in Sicilia risulta complessa, poiché, salvo che in pochissimi casi, esse non sono state ritrovate coperte da depositi archeologici. Per lo più, si fa riferimento alla patina che ricopre i segni (ma più per stabilire la sicura arcaicità che per determinare esattamente la datazione) o al contenuto delle raffigurazioni.
I più importanti esempi pervenuti di raffigurazioni parietali in Sicilia si trovano alla grotta di Cala dei Genovesi e alle grotte dell'Addaura. Tali complessi artistici preistorici sono tra i più rilevanti d'Europa.
La grotta dei Genovesi (o dei Cervi) si trova a circa mezz'ora a piedi, verso nord ovest, dall'unico villaggio di Levanzo. Quest'isoletta era un tempo collegata alla Sicilia e l'agevole passaggio è suggerito anche dall'abbondanza della tematica animale nelle raffigurazioni parietali: 32 figure, di cui 29 animali, con dimensioni che variano dai 15 ai 30 centimetri. Una datazione assoluta con il carbonio-14 ha indicato il X millennio a.C.
Anche nella grotta dell'Addaura, a pochi chilometri da Palermo, la raffigurazione parietale pone insieme animali e uomini. Il gruppo ritenuto il più antico ha tratto leggero. Sovrapposto a queste figure c'è un altro gruppo, inciso più a fondo. Un terzo gruppo, anch'esso inciso in profondità, è composto da pochi animali, con stile diverso, più contratto, forse prodotto di una cultura posteriore decadente. Il secondo gruppo è quello di maggiore interesse, soprattutto perché caratterizzato dalla quotidianità dell'attività umana, cosa alquanto rara nell'arte preistorica. I disegni appartengono al Paleolitico superiore; è possibile che siano coevi al talus scavato da Jole Bovio Marconi e, in questo caso, apparterrebbero all'epigravettiano evoluto, anche se non è possibile dirlo con certezza.

### Neolitico

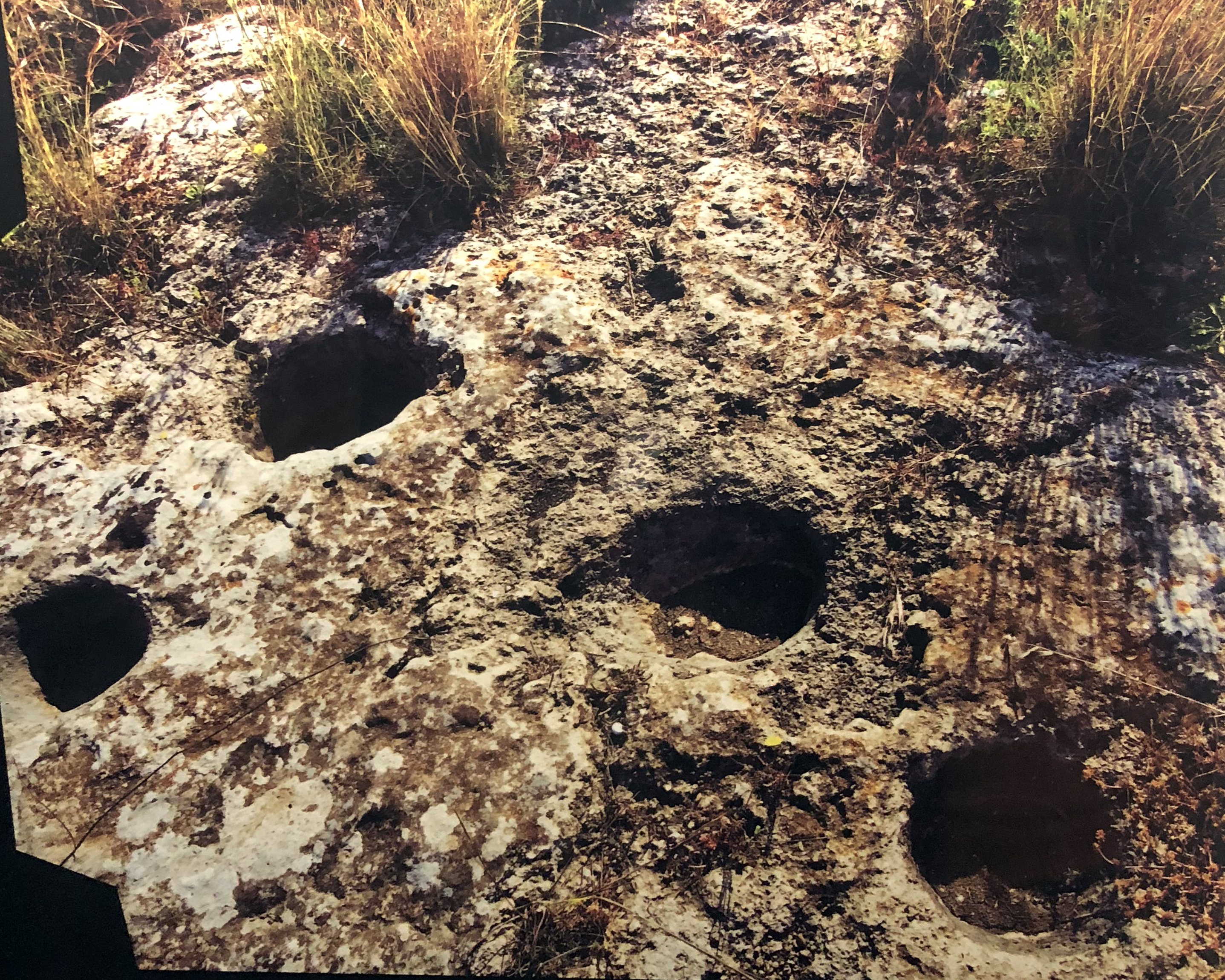
Fori di sostegno per capanna a Stentinello

Distribuzione approssimativa della ceramica cardiale (in verde)

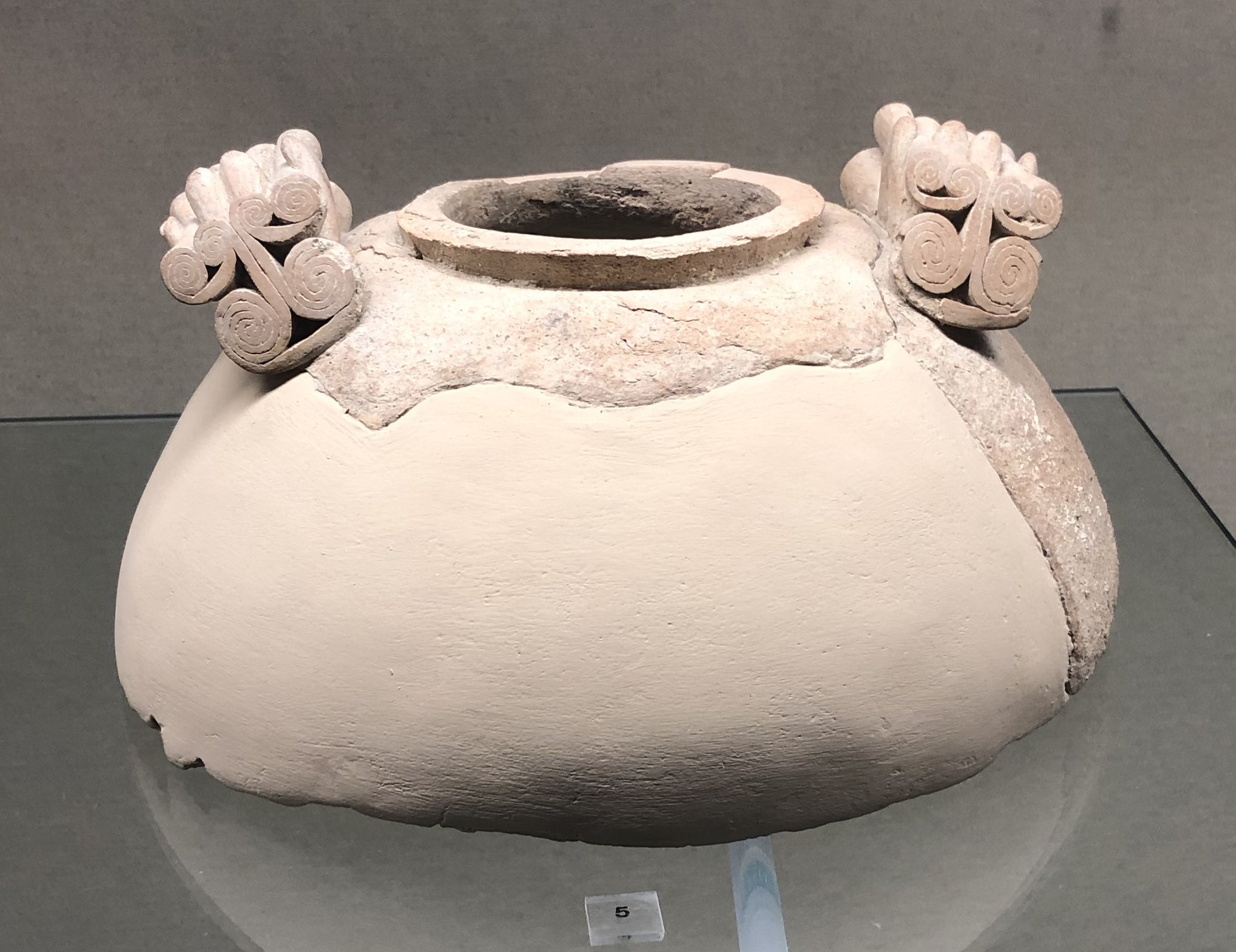
Olla sferica (da Paternò) con anse a cartoccio della cultura di Serra d'Alto, che diverranno poi simbolo dell'Assemblea Regionale Siciliana (ARS)

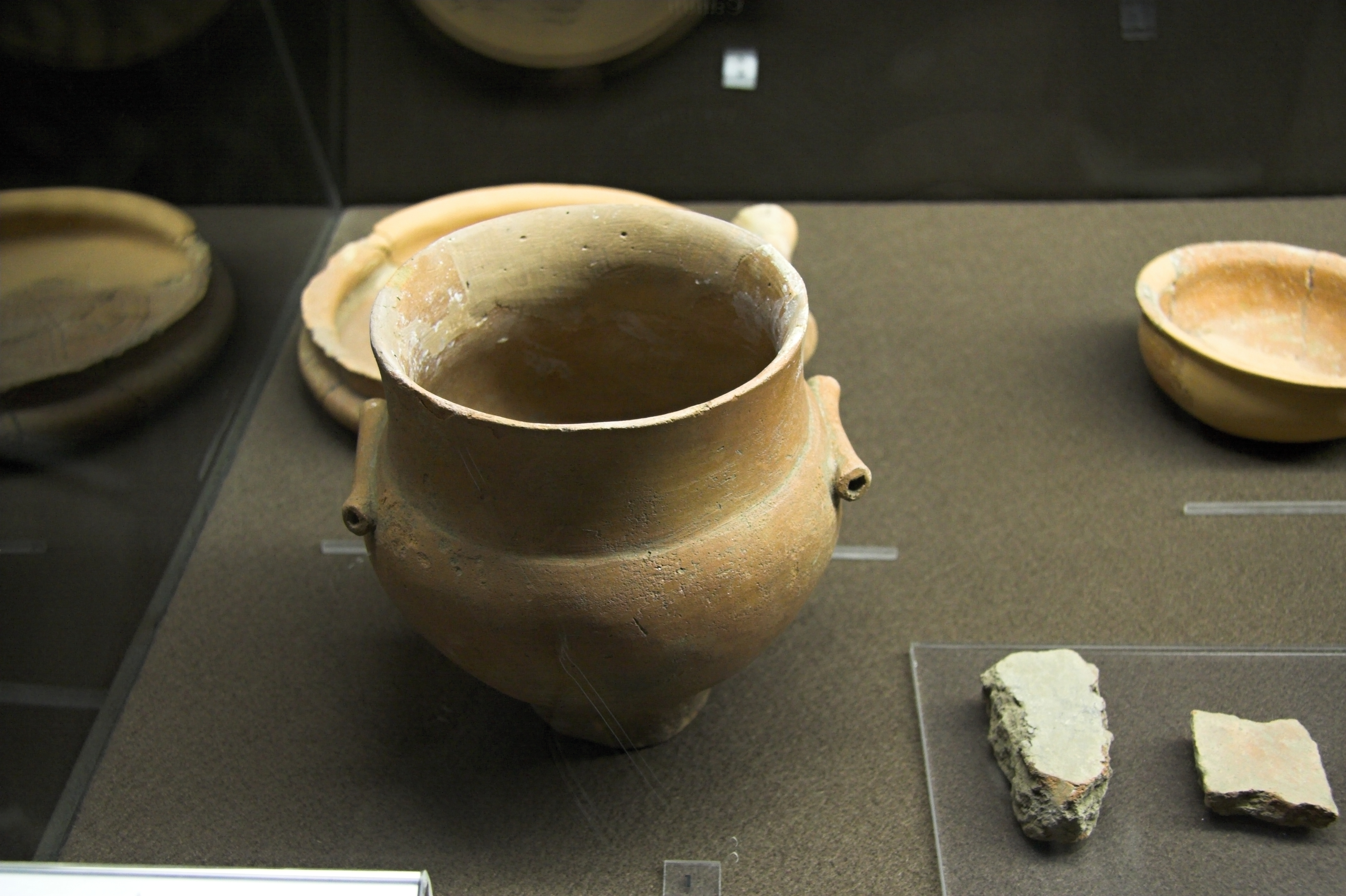
Vaso della cultura di Diana

Con il termine dell'ultima era glaciale le temperature presero ad innalzarsi, si sciolsero i grandi ghiacciai e aumentò il livello del mare. Ne risultò sommerso il ponte di collegamento con la penisola italiana. La rivoluzione agricola e le tecniche di allevamento giunsero in Sicilia intorno al 6.000 a.C. via mare, portate da popolazioni esterne che già dominavano l'arte della navigazione. Furono in questo periodo colonizzate anche le isole minori (Lipari e Pantelleria), dove furono scoperti grandi giacimenti di ossidiana, esportata poi a grandi distanze.
Alla tecnica della scheggiatura si aggiunse in questo periodo quella della levigatura, che permetteva la produzione di macine e accette in pietra, ma anche punteruoli, ami da pesca e aghi in osso.
Quando si determinò la rivoluzione agricola in Sicilia, l'uomo aveva comunque già appreso a diversificare la propria economia, con un maggiore ricorso alla pesca. D'altro canto, anche le forme insediamentali avevano visto il sorgere dei primi villaggi di capanne, accanto alla frequentazione delle grotte.
I villaggi neolitici siciliani erano posti tanto sulla costa quanto all'interno. Ospitavano poche centinaia di persone. Le capanne avevano forma rettangolare, spesso con gli angoli arrotondati, e misuravano fino a 20 metri. Gli insediamenti costieri presentano fori nella roccia, probabilmente per sostenere piattaforme sopraelevate.
Diversi villaggi, tra cui quello di Stentinello, che dà il nome alla cultura di Stentinello, erano circondati da un ampio fossato di forma ellittica. Un insediamento stentinelliano di Stretto (Sicilia occidentale) presentava quattro o cinque fossati, di cui uno scavato nella roccia e profondo 13 metri. Non è chiaro il significato di questi fossati: secondo alcuni servivano a contenere le mandrie, secondo altri a controllare l'acqua, secondo altri ancora rappresentavano semplicemente il confine dell'abitato.
Sono note pochissime tombe del periodo neolitico. Le inumazioni avvenivano in fosse scavate nella roccia o nella terra, quest'ultima talvolta foderata con lastre di pietra. Ogni tomba conservava un solo scheletro, posto in posizione rannicchiata, con alcuni pochi vasi a corredo.
Di questo periodo sono i dipinti (per lo più in nero) della Grotta di Cala dei Genovesi, di molto successivi rispetto alle incisioni. In altre grotte sono presenti dipinti in nero, in rosso, in giallo, raffiguranti uomini e animali, caratterizzati da uno stile anti-naturalista e da segni labirintici o geometrici. Analoghe ai dipinti stilizzati del periodo sono figurine in terracotta raffiguranti bovidi, uccelli e cani (quest'ultimi fanno la loro prima apparizioni in Sicilia).
Una delle più importanti novità del neolitico è l'introduzione della ceramica. Già alla grotta dell'Uzzo era presente argilla bruciata. La novità assoluta è l'introduzioni di contenitori trasportabili, costruiti senza l'uso del tornio. La forma più antica di decorazione era ottenuta pizzicando con le unghie l'argilla ancora fresca. È stato ipotizzato che ciò servisse non a decorare il vaso, ma a renderne la superficie meno scivolosa. Assai presto, questo sistema primitivo fu sostituito dall'uso di conchiglie dentellate, soprattutto del genere Cardium: i vasi così prodotti sono detti "cardiali" e la cultura della ceramica cardiale era diffusa in larga parte dell'Europa meridionale.
Presto si aggiunse l'uso di punzoni modellati in osso o in pietra, con i quali si decorava l'intera superficie dei vasi con fantasie alquanto più complesse. I vasi di questa fase (appartenenti alla cultura di Stentinello) avevano piccoli manici ad anello, forse perché retti da corde. Alla ceramica del tipo di Stentinello si affiancò presto la ceramica dipinta, in principio bicromica (fasce di rosso sul fondo color avana) e poi tricromica (con motivi simili a fiamme di rosso bordate di nero). La produzione ceramica dipinta del tardo Neolitico raggiungerà vette di qualità mai più ottenute in seguito. Per la produzione della ceramica dipinta, gli uomini del Neolitico usavano un'argilla più depurata ed erano capaci di fabbricare vasi con pareti di pochi millimetri, com'è il caso dei vasi "a guscio d'uovo" della ceramica di Serra d'Alto (che prende il nome da una località nei pressi di Matera), caratterizzati anche da anse "a cartoccio" e decorate con motivi in nero o marrone su fondo avana.
Intorno alla metà del V millennio a.C., la ceramica di Serra d'Alto scomparve, per essere sostituita da uno stile del tutto diverso, quello della ceramica di Diana, caratterizzata da vasi assai semplici, con una o due anse a rocchetto e colore rosso corallino molto lucido.

## Età dei metalli

### Età del rame

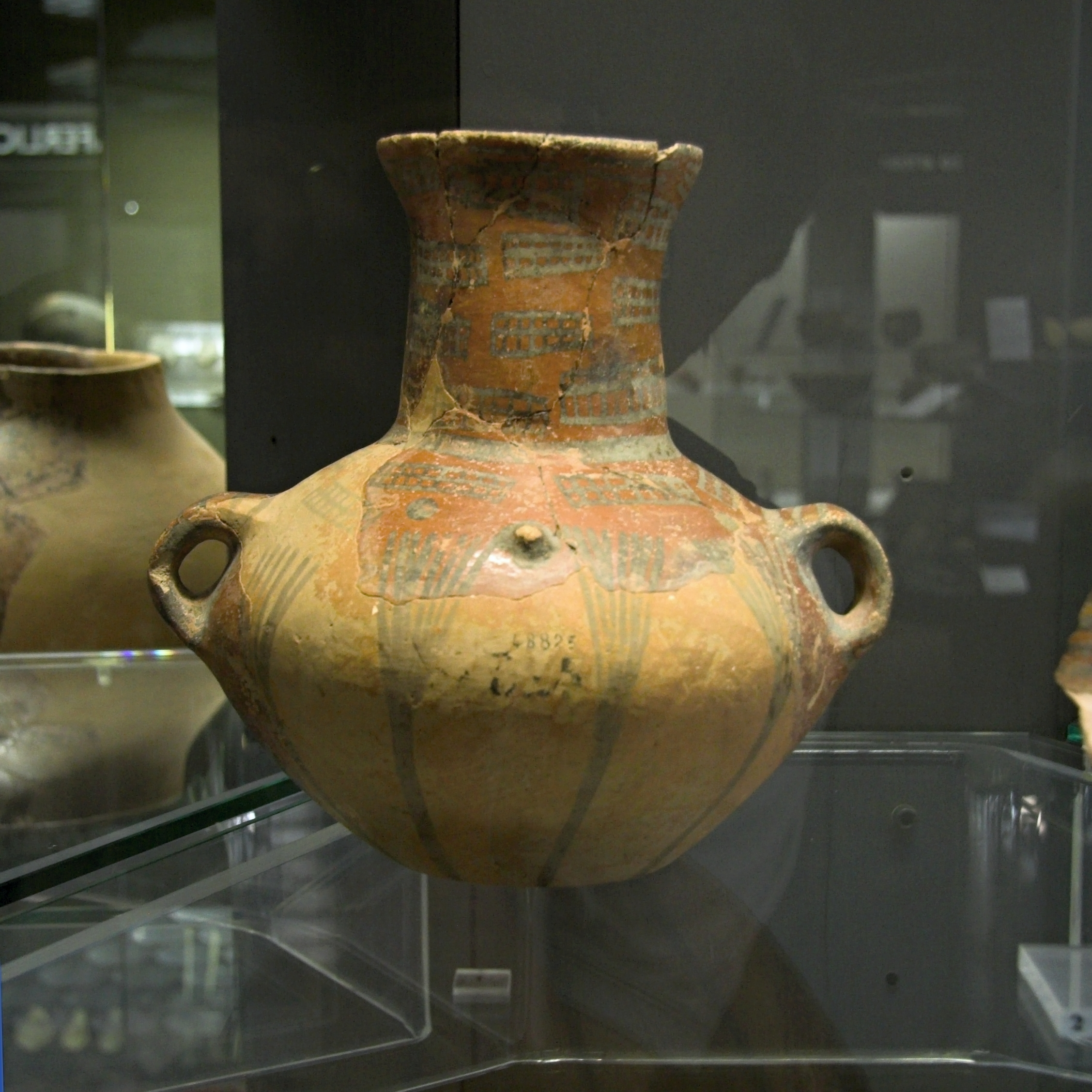
Vaso di Serraferlicchio (2500 a.C.)

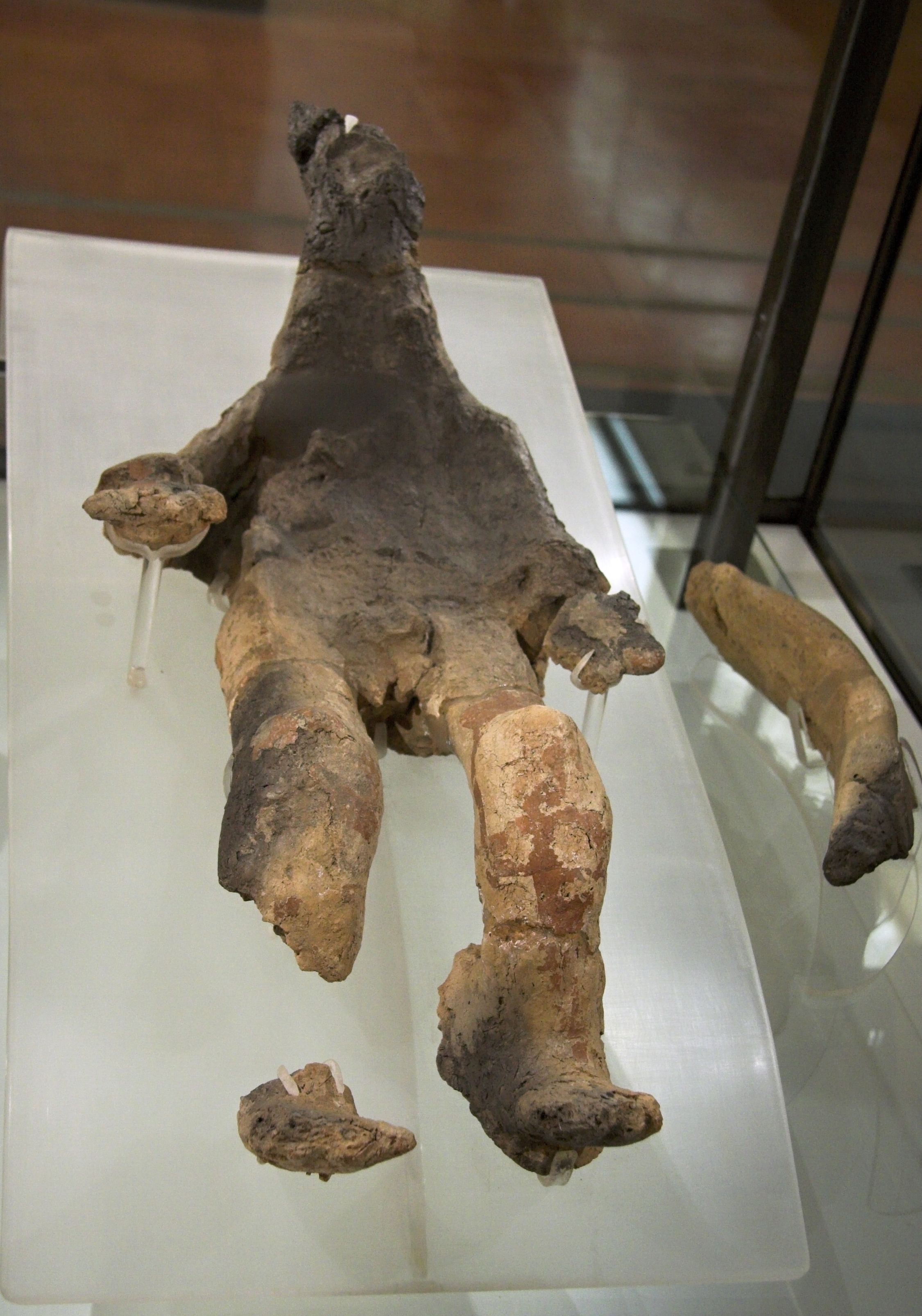
Figurina in terracotta (probabilmente itifallica) dalla necropoli di Piano Vento

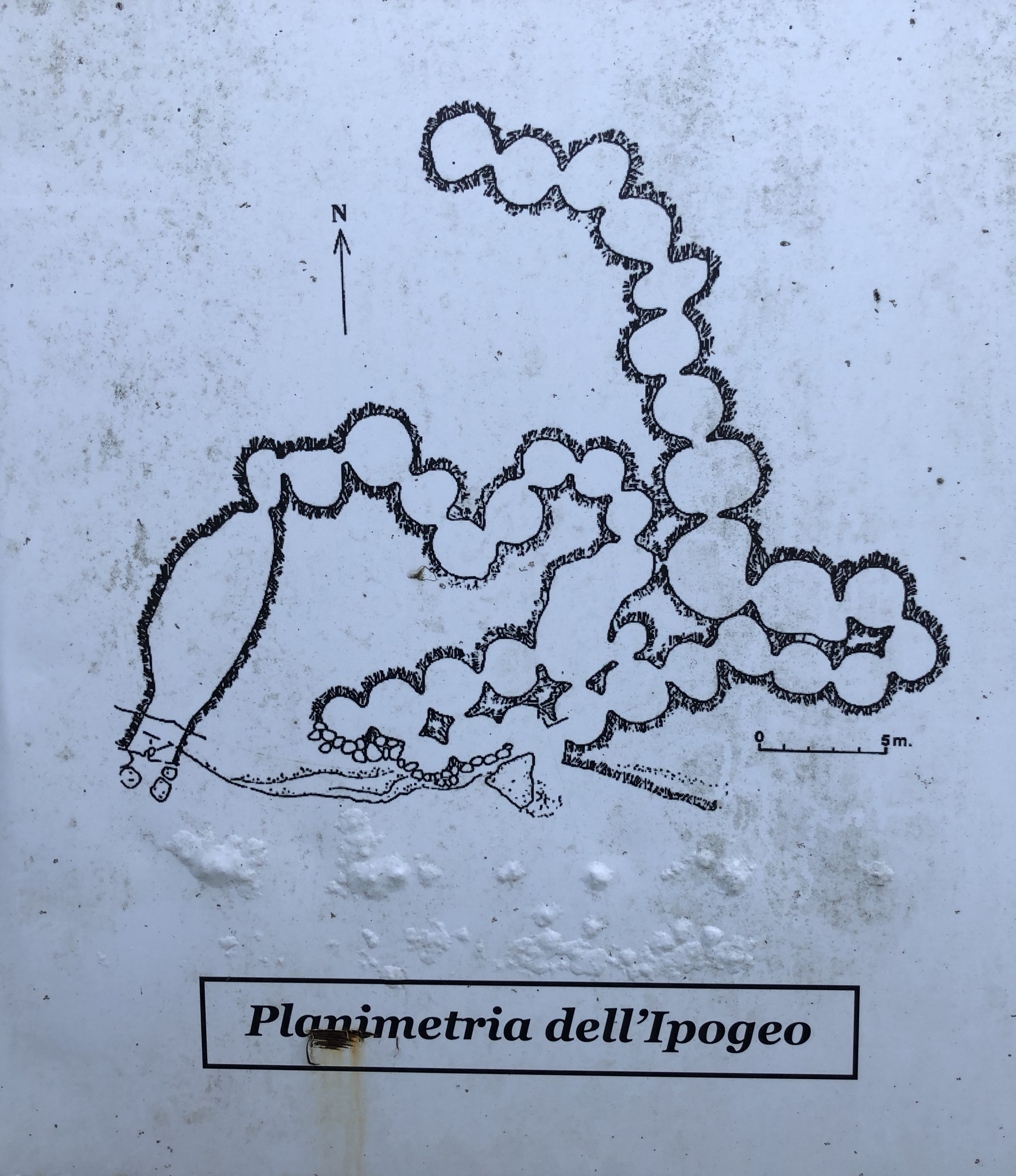
Planimetria dell'ipogeo del Parco forestale Calaforno

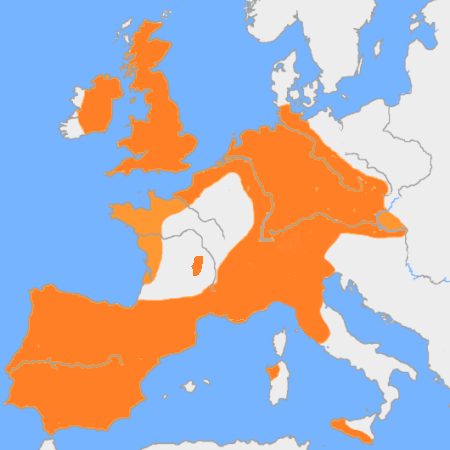
Diffusione della cultura del bicchiere campaniforme

La scoperta dei metalli e il loro uso per la produzione di manufatti sconvolse gli equilibri dell'intero Mediterraneo. Intorno al 3.500 a.C., con l'avvento dell'Età del rame, la cultura siciliana si rese indipendente da quella della penisola e si frammentò al proprio interno. Probabilmente giunsero sull'isola nuove popolazioni. Quando era ancora in uso la ceramica di Diana, sull'isola si diffuse un nuovo stile, detto "di San Cono – Piano Notaro". I vasi di questa nuova fase erano grigi o neri e decorati con linee incise o punti impressi; quasi sempre queste decorazioni erano riempite di un impasto gessoso bianco, giallo o rosso. Insieme a questa nuova produzione ceramica giunsero in Sicilia le prime armi (punte di freccia, teste di mazza, pugnali).
Ben presto, al tipo di inumazione tradizionale (fossa scavata) si aggiunse un nuovo tipo, quello della tomba a pozzetto, formata da una o due celle di pianta circolare e tetto curvo, cui si accedeva tramite un portello e un pozzetto verticale, scavato nella roccia. Ciascuna cella poteva contenere uno o due inumati, deposti su uno strato di ocra rossa (probabilmente a simboleggiare il sangue, nel contesto di un rito che prevedeva la scarnificazione) e con le gambe piegate. Il corredo era in genere composto da uno o due vasi e in qualche caso da armi. Non è chiaro perché le tombe a pozzetto avessero questa forma. Un'ipotesi è che si facesse riferimento all'asse verticale delle tombe a fossa. Un'altra ipotesi è che si intendesse nascondere le inumazioni, in quanto le comunità dei congiunti non erano in grado di difenderle, o perché nomadi o perché coinvolte in un contesto sociale altamente conflittuale, come anche sembra suggerire la presenza di armi. L'abitato più noto di questa fase è quello di Roccazzo (nei pressi di Mazara), con capanne rettangolari simili a quelle neolitiche e piccole necropoli associate a distinti gruppi di case. A Piano Vento le capanne sono invece circolari, in parte scavate nella roccia, secondo un modello che si affermerà successivamente.
Nell'Età del rame, le condizioni di vita in Sicilia furono peggiori che nel Neolitico. Nella necropoli di Piano Vento, su 70 individui inumati, solo in 6 superarono i 30 anni di vita, mentre in tutta l'isola si conosce un solo individuo che fosse giunto ai 60. In genere, si moriva nei primi mesi di vita. Chi raggiungeva l'età adulta sviluppava però un corpo robusto (l'altezza media era di 180 cm), grazie ad una ricca alimentazione, composta dai prodotti dell'agricoltura e della pastorizia.
L'uso del rame restò assai limitato, dato che il metallo doveva essere importato da regioni lontane. Alcuni oggetti di prestigio in rame si ritrovano però nei corredi funerari.
La cultura di San Cono – Piano Notaro si manifestò capillarmente in particolare nella Conca d'Oro (dove diede vita ad un aspetto culturale locale, detto appunto cultura della Conca d'Oro). Essa, peraltro, durò per tutta l'Età del rame senza quasi modifiche, per terminare intorno al XXIII o XXII secolo a.C. Nel resto della Sicilia, invece, la produzione vascolare con segni incisi e impressi terminò circa 500 anni prima.
La Sicilia, alla metà del III millennio a.C., era probabilmente popolata da culture in reciproco contatto, ma anche in rapporti conflittuali. La prima ceramica distinguibile è quella detta di Serraferlicchio, specialmente diffusa nell'agrigentino, con motivi geometrici dipinti in nero su fondo rosso lucido. Deriva forse dallo stile di Serraferlicchio quello detto di Sant'Ippolito, di scarsa diffusione e durata, ma antesignano dell'importante ceramica di Castelluccio. Nelle Eolie si diffonde la ceramica di Piano Conte. La ceramica più importante del periodo è quella della cultura di Malpasso, con numerose varianti regionali. I vasi di questa facies hanno manici eleganti e la superficie verniciata in rosso vivo, spesso lucente.
Alla comparsa delle ceramiche dipinte può forse essere associata la scomparsa delle capanne rettangolari, sostituite da piante ovali o circolari. Fatta eccezione per la Conca d'Oro, nel resto della Sicilia la tomba a pozzetto venne sostituita dalla tomba a forno. La modifica fondamentale consisté nel tipo di accesso, che nella tomba a forno è laterale, consistendo di un'apertura nel costone roccioso e quindi visibile all'esterno. Inizialmente usate per uno o due corpi, le tombe a forno presto presero a ospitare un numero maggiore di corpi, fino ad alcune decine per cella. Di norma, ciascuna tomba conteneva una sola cella, ma vi sono casi di tombe con due o quattro celle accessibili da un singolo ingresso. In località Calaforno, presso l'omonimo parco forestale, si trova una necropoli con una tomba che consiste di 33 celle poste in fila.
È discussa l'origine delle ceramiche dipinte dell'Eneolitico siciliano. Secondo alcuni, si tratterebbe della naturale evoluzione delle ceramiche neolitiche. Secondo altri, si tratterebbe invece di un apporto di nuove popolazioni orientali. Nel tardo Eneolitico i rapporti della Sicilia furono intensi anche con il Mediterraneo occidentale: dalla Francia o dalla Spagna giunse in Sicilia un manufatto molto caratteristico, comune a tutta l'Europa occidentale, il bicchiere campaniforme. Altri elementi che attestano contatti con l'Europa sono le tombe megalitiche e i bottoni d'osso. La cultura del bicchiere campaniforme si diffuse soprattutto nella Sicilia occidentale, dando vita ad uno stile ceramico detto "della Moarda", sopravvissuto fino ai primi secoli del II millennio a.C.

### Età del bronzo
Venti chilometri a ovest di Noto è stata individuata la necropoli dell'importantissimo l'insediamento di Castelluccio, che ha permesso di tipizzare l'importante fase di civilizzazione (tra 1650 a.C. e 1250 a.C.) detta Cultura di Castelluccio; questi studi hanno permesso di scoprire, data la coincidenza delle ceramiche di tipo egeo, l'intensa relazione commerciale con Malta in tale periodo. A Panarea il ritrovamento del cosiddetto Villaggio di Punta Milazzese, con 23 capanne ovali atte all'alloggio e alla difesa, ha fornito la testimonianza di commerci con il mondo miceneo, confermata anche dai ritrovamenti di Thapsos (nel comune di Priolo Gargallo), Milazzo, Filicudi (capo Graziano), Pantalica e Siracusa. 

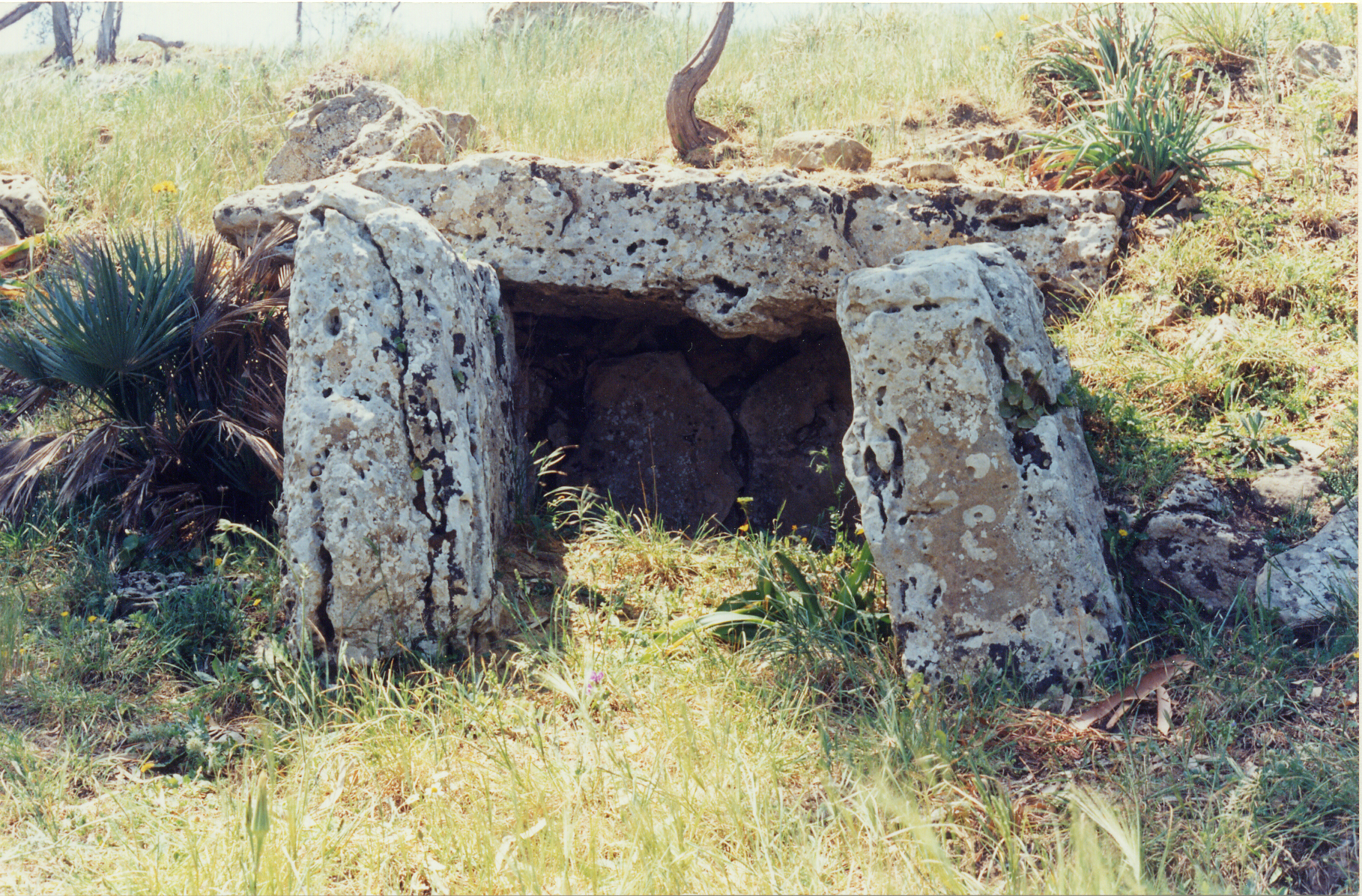
Dolmen situato a Monte Bubbonia (provincia di Caltanissetta)

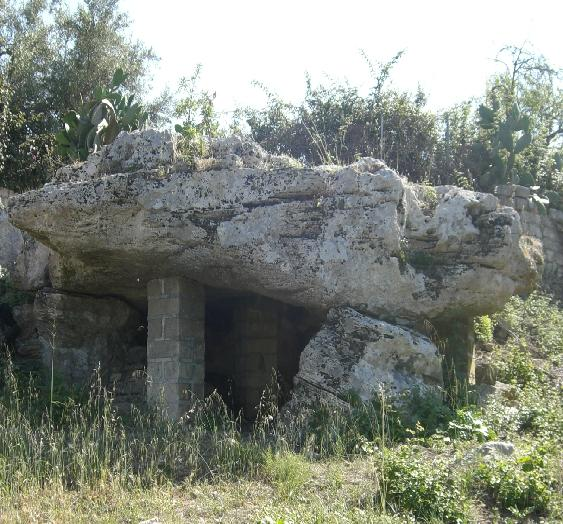
Dolmen di Avola (provincia di Siracusa)

Un altro importante esempio di architettura rupestre è costituito dalle grotte della Gurfa, nei pressi del comune di Alia. Si tratta di sei vasti ambienti, di cui non è mai stata chiarita unanimemente la funzionalità, scavati all'interno di una rupe di arenaria rossa. Il più esteso degli ambienti ricorda la struttura a thòlos micenea.
È questo il periodo in cui si assiste alla migrazione di popoli provenienti da occidente, portatori della cultura del vaso campaniforme e di alcune speciali sepolture a tumulo (i cosiddetti "sesi"), che si ritrovano nell’isola di Pantelleria; ma anche culture funerarie che si estrinsecano in piccole costruzioni a dolmen provviste di corridoio (queste ultime diffuse soprattutto nella Sicilia occidentale) e sepolture con copertura a lastre litiche individuate a Monte Racello (Comiso) da Paolo Orsi. Questi piccoli monumenti risultano analoghi a costruzioni presenti in una vasta area del Mediterraneo (Spagna, Sardegna, Malta e Puglia): a Mura Pregne (Palermo), Sciacca, Monte Bubbonia, Butera, Cava dei Servi e Cava Lazzaro. Appena fuori la cittadina di Avola, si erge un monumento di origine naturale, adattato in epoca preistorica a modelli architettonici presenti nel Nord Europa.

## Le migrazioni
Secondo Diodoro Siculo intorno al XIV-XIII secolo a.C. le isole Eolie vennero attaccate e occupate dagli Ausoni guidati dal condottiero Liparo (da cui prese il nome l'isola maggiore). Gli scavi archeologici confermano il fatto che a partire dal 1270 a.C. nei villaggi eoliani risultano tracce di distruzioni violente e improvvise. Dopo tale periodo la vita riprese, nella zona del castello di Lipari, ma in maniera diversa come usi, utensili e tipo di insediamento, molto simile a quello dei siti del continente italico.
Verso la metà del XIII secolo arrivarono i Sicani, un popolo non indoeuropeo, secondo Tucidide provenienti dalla zona iberica e in fuga perché cacciati dai Liguri. I Sicani sconfissero gli abitanti locali, di razza gigantesca, che Tucidide chiama Ciclopi e Lestrigoni. I Sicani si stanziarono principalmente al centro e nella zona sudoccidentale della Sicilia. Tracce di loro rimangono nella necropoli di Caltabellotta con le caratteristiche tombe a camera, nella valle del Platani nell'antica città di Camico (mai identificata, tuttavia alcuni autori sostengono possa trattarsi di Sant'Angelo Muxaro), con le sue ceramiche scure con decorazioni impresse e segni del culto antico della Madre terra. Vennero presto spinti verso l'interno dall'arrivo degli Elimi, i fondatori di Segesta ed Erice.
Nella tarda età del bronzo i Micenei, in crisi per motivi politici ed economici, cominciarono a scomparire dalla scena mediterranea. Al loro posto arrivarono dal nord altri popoli. Ellanico di Mitilene narra dei Siculi e degli Ausoni, scacciati dagli Enotri attorno al 1260 a.C. In particolare furono i Siculi, popolo latino-falisco affine ai Latini, a importare nell'isola l'uso del cavallo e il culto dei morti.

### Età del ferro
L'età del ferro, in Sicilia, si situa tra il 1200 e il 1100 a.C. Reperti del periodo sono stati rinvenuti a Barcellona Pozzo di Gotto, Monte Finocchito (Noto), Sant'Angelo Muxaro. Ultima infine, tra XI e X secolo a.C., avvenne la penetrazione dei Fenici ritenuti i fondatori di Solunto, Mozia, Palermo e Lilibeo.
Tra il XIII e l'VIII secolo a.C., il periodo precedente all'arrivo dei Greci in Sicilia, l'isola risultava così suddivisa tra quattro popoli: Siculi, Sicani, Elimi e Fenici.

## Gli aborigeni isolani nelle fonti greche
Quando i Greci, nel VII secolo a.C., si installarono sull'isola, pur avendo già migliorato l'alfabeto fenicio, non avevano ancora preso l'abitudine di mettere per iscritto le loro vicende. Il resoconto di Tucidide riferisce che i coloni si imbatterono nei Siculi nella metà orientale e nei Sicani nella parte occidentale. La testimonianza di Tucidide è la più antica tra quelle pervenute ed è tratta da Antioco di Siracusa, autore di una Storia della Sicilia dalle origini fino al 424 a.C. Essa risulta comunque poco affidabile: se già per Omero ed Esiodo la Sicilia era un luogo mitico quanto il lontano Occidente, abitato da mostri e poco esplorato, anche Tucidide fa riferimento a "Ciclopi e Lestrigoni".

## Principali culture archeologiche

### Paleolitico
- Epigravettiano (14.000 a.C.)

### Mesolitico
- 10.000-8.500 a.C.
  - Sauveterriano
  - Castelnoviano

### Neolitico
- Cultura di Stentinello (5.500 a.C.)
- Cultura di Serra d'Alto (5.500-4.500 a.C.)
- Cultura del Castellaro Vecchio (fine del V millennio a.C.)
- Cultura di Diana (4.500-3.000 a.C.)

### Eneolitico
- Cultura di San Cono - Piano Notaro (3.500-2.750 a.C.)
- Cultura della Conca d'Oro (2.750-2.250 a.C.)
- Cultura di Serraferlicchio (3.000-2.500 a.C.)
- Cultura di Piano Conte (3.000-2.500 a.C.)
- Cultura di Malpasso (2.500-2.250 a.C.)

### Bronzo antico
- Cultura del vaso campaniforme (2.350-2.000 a.C.)
- Cultura di Castelluccio (2.300-1.700 a.C.)
- Cultura di Capo Graziano (2.300-1.500 a.C.)
- Cultura di Rodì - Tindari - Vallelunga (1.750-1.500 a.C.)

### Bronzo medio
- Cultura di Thapsos (1.500-1.250 a.C.)

### Bronzo tardo
- Cultura del Milazzese (1.500-1.300 a.C.)
- Cultura di Pantalica (1.270-650 a.C.)
- Ausonio (1.270-850 a.C.)
- Cultura di Cassibile (1.000-850 a.C.)